# Élections sénatoriales de 1909 dans la Somme
Les élections sénatoriales dans la Somme ont eu lieu le dimanche 3 janvier 1909. Elles ont eu pour but d'élire les quatre sénateurs représentant le département au Sénat pour un mandat de neuf années.

## Contexte départemental

### Sénateurs sortants
|  | Identité       | Étiquette | Groupe                                  | Élu depuis |
|  | -------------- | --------- | --------------------------------------- | ---------- |
|  | Achille Bernot | FR        | Gauche républicaine                     | 1893       |
|  | Louis Froment  | FR        | Gauche républicaine                     | 1895       |
|  | Henri Raquet   | FR        | Alliance des républicains progressistes | 1901       |
|  | Ernest Cauvin  | ARD       | Union républicaine                      | 1907       |

## Présentation des candidats

### Congrès républicain
| N° | Candidats | Candidats           | Parti | Principales fonctions                                          |
| -- | --------- | ------------------- | ----- | -------------------------------------------------------------- |
| 01 |           | Ernest Cauvin       | ARD   | Sénateur sortant, conseiller général de Boves, maire de Saleux |
| 02 |           | Albert Rousé        | RI    | Député, maire et conseiller général de Doullens                |
| 03 |           | Fernand Maquennehen | PRRRS |                                                                |
| 04 |           | Alphonse Fiquet     | PRRRS | Député, conseiller municipal d'Amiens                          |

### Fédération républicaine
| N° | Candidats | Candidats      | Parti | Principales fonctions                           |
| -- | --------- | -------------- | ----- | ----------------------------------------------- |
| 01 |           | Achille Bernot | FR    | Sénateur sortant                                |
| 02 |           | Albert Catoire | FR    | Conseiller général d'Amiens-Sud-Ouest           |
| 03 |           | M. Pluquet     | FR    |                                                 |
| 04 |           | Émile Coache   | Mod.  | Député, conseiller général de Crécy-en-Ponthieu |

### Section française de l'Internationale ouvrière
| N° | Candidats | Candidats        | Parti | Principales fonctions                  |
| -- | --------- | ---------------- | ----- | -------------------------------------- |
| 01 |           | Louis Dutilloy   | SFIO  | Conseiller général d'Amiens-Nord-Ouest |
| 02 |           | Lucien Lecointe  | SFIO  | Conseiller général d'Amiens-Nord-Est   |
| 03 |           | Amand Rosselin   | SFIO  |                                        |
| 04 |           | Robert Hazermann | SFIO  | Conseiller municipal d'Albert          |

## Résultats
|            | Ernest Cauvin*            | ARD        | 821   | 62,91  |       |        |  |  |
|            | Albert Rousé              | RI         | 733   | 56,17  |       |        |  |  |
|            | Fernand Maquennehen       | PRRRS      | 611   | 46,82  | 733   |        |  |  |
|            | Alphonse Fiquet           | PRRRS      | 559   | 42,84  | 664   |        |  |  |
|            | Émile Coache              | Modéré     | 555   | 42,53  | 602   |        |  |  |
|            | Achille Bernot*           | FR         | 511   | 39,16  | 493   |        |  |  |
|            | Albert Catoire            | FR         | 461   | 35,33  | 23    |        |  |  |
|            | M. Pluchet                | FR         | 381   | 29,20  | 9     |        |  |  |
|            | Achille Tournier          | DIV        | 141   | 10,81  | 4     |        |  |  |
|            | Henri Vion (non candidat) | FR         | 108   | 8,28   | 10    |        |  |  |
|            | Louis Dutilloy            | SFIO       | 68    | 5,21   |       |        |  |  |
|            | M. Riquiez                | DIV        | 53    | 4,06   |       |        |  |  |
|            | Lucien Lecointe           | SFIO       | 38    | 2,91   |       |        |  |  |
|            | Robert Hazemann           | SFIO       | 26    | 1,99   |       |        |  |  |
|            | Amand Rosselin            | SFIO       | 22    | 1,69   |       |        |  |  |
|            | M. Meurant                | DIV        | 18    | 1,38   |       |        |  |  |
|            | Isaïe Niquet              | DIV        | 5     | 0,38   |       |        |  |  |
|            |                           |            |       |        |       |        |  |  |
| Inscrits   | Inscrits                  | Inscrits   | 1 317 | 100,00 | 1 317 | 100,00 |  |  |
| Abstention | Abstention                | Abstention | 12    | 0,91   |       |        |  |  |
| Votants    | Votants                   | Votants    | 1 305 | 99,09  |       |        |  |  |
| Exprimés   | Exprimés                  | Exprimés   | 1 305 | 100,00 |       |        |  |  |

## Sénateurs élus
|  | Identité            | Étiquette | Groupe                                              | Élu depuis |
|  | ------------------- | --------- | --------------------------------------------------- | ---------- |
|  | Ernest Cauvin       | ARD       | Union républicaine                                  | 1907       |
|  | Albert Rousé        | RI        | Union républicaine                                  | 1909       |
|  | Fernand Maquennehen | PRRRS     | Gauche démocratique radicale et radicale-socialiste | 1909       |
|  | Alphonse Fiquet     | PRRRS     | Gauche démocratique radicale et radicale-socialiste | 1909       |